# Moonlight Groove
『Moonlight Groove』（ムーンライト・グルーヴ）は、1999年10月27日にパイオニアLDCから発売された中西圭三9枚目のスタジオ・アルバム。

## 解説
中西圭三初のセルフカバー・アルバム『SONGS』に、同じく初の2枚組ベスト・アルバム『SELECTION Blood Type (AB)』2作のリリースを経て、『Stay Gold』から実に1年8ヶ月ぶりとなるオリジナル・アルバム。本作の2ヶ月後に発売される10枚目のアルバム『Sunshine Groove』と、姉妹的な位置付けとなるアルバム。中西のキャリアで初となる作詞楽曲が収録されている。

## 収録曲
作詞：朝水彼方／作曲：中西圭三（特記以外）
1. すべては愛の中に　（5:03）
  - 作詞：森雪之丞　編曲：服部隆之
2. NIGHT FLIGHT　（5:41）
  - 作曲：中西圭三・小西貴雄　編曲：小西貴雄
3. 水たまりの太陽　（5:05）
  - 編曲：小西貴雄
  - テレビ朝日系ドラマ「てっぺん」イメージ・ソング
4. ESPACE～あなたがいるから　（4:54）
  - 編曲：有賀啓雄
5. HIGHER SELF　（5:19）
  - 作詞：中西圭三　編曲：佐橋佳幸・門倉聡
  - テレビ朝日系ドラマ「てっぺん」イメージ・ソング
6. 体温　（4:31）
  - 作詞：村野耕治　編曲：小西貴雄
  - テレビ朝日系ドラマ「てっぺん」イメージ・ソング
7. ターミナル　（6:00）
  - 作詞：川村真澄　作曲：中西圭三・佐橋佳幸　編曲：佐橋佳幸
8. 心の距離　（4:43）
  - 作詞：中西圭三・村野耕治　編曲：清水信之
9. ONE LOVE　（5:30）
  - 編曲：有賀啓雄
  - 「NTT移動通信網 四国」CMソング
10. 道　（4:05）
  - 作詞：大江千里　作曲：中西圭三・Morry Stearns　編曲：塩谷哲